# Bembidion aeneicolle
Bembidion aeneicolle är en skalbaggsart som beskrevs av Leconte 1848. Bembidion aeneicolle ingår i släktet Bembidion och familjen jordlöpare. Inga underarter finns listade i Catalogue of Life.